# Region Północno-Zachodni (Wietnam)

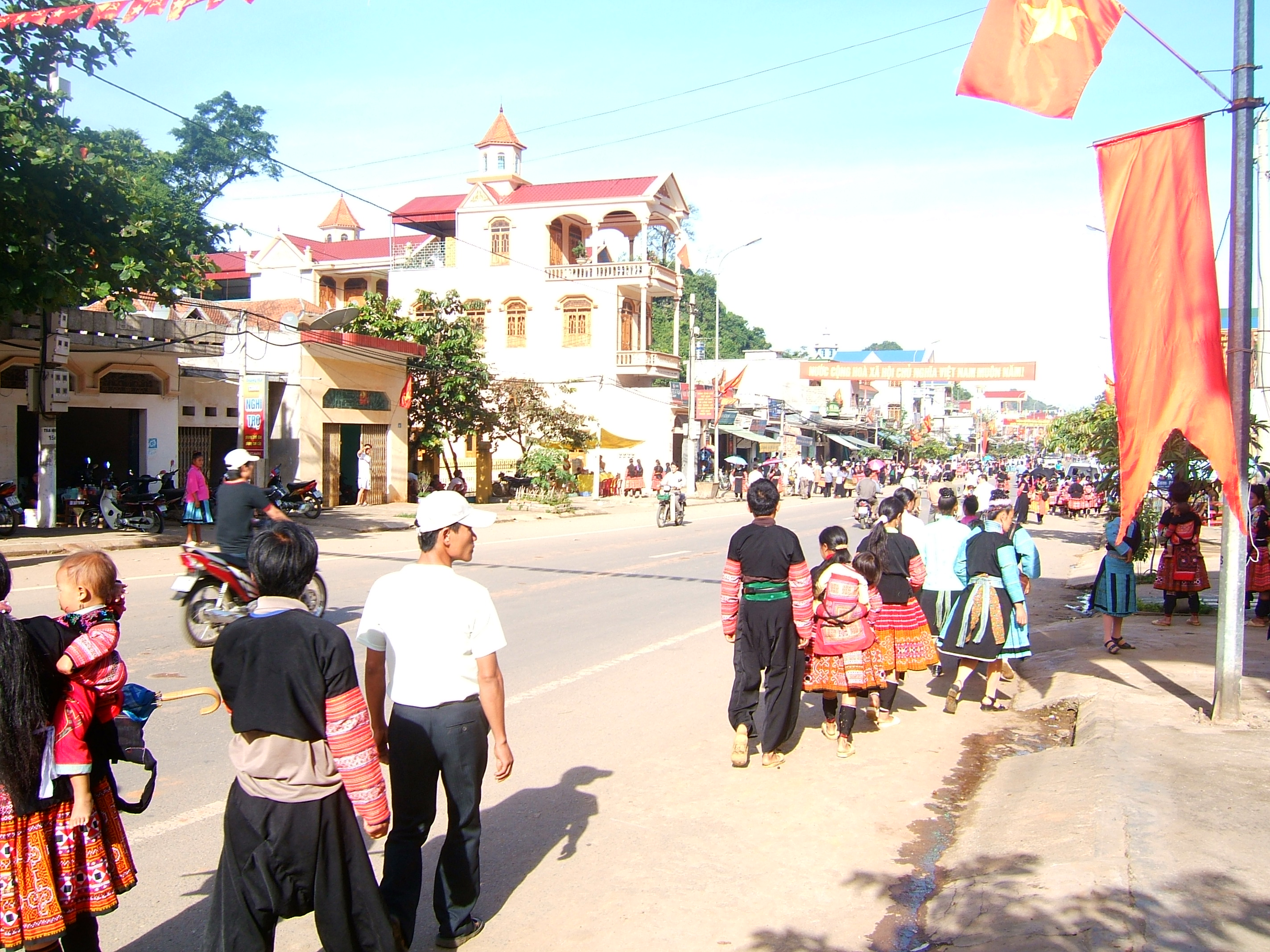
Mộc Châu w prowincji Sơn La.

Region Północno-Zachodni (wiet. Tây Bắc) – region Wietnamu, w północno-zachodniej części kraju. 
Obszar regionu w przeważającej części jest górzysty. Na zachodzie region graniczy z Laosem, na północy z Chinami.
W skład regionu wchodzą cztery prowincje.

## Prowincje
- Điện Biên
- Lai Châu
- Sơn La
- Hoà Bình